# Ignacy Skrzyński
Ignacy Jan Stanisław Skrzyński herbu Zaremba (ur. 1807, zm. 18 kwietnia 1895 w Strzyżowie) – ziemianin, powstaniec listopadowy, poseł na Sejm Ustawodawczy w Kromieryżu i na Sejm Krajowy Galicji.

## Życiorys
Ziemianin, właściciel w latach 1848–1855 dominium Strzyżow (miasteczko Strzyżów, wsie Gbiska, Grodzisko, Łętownia, Przedmieście Strzyżowskie, Tropie, Brzeżanka), oraz od 1857 dóbr Harta i Lipnik, w pow. brzozowskim a od 1873 dóbr Bachórz, Chodorówka i Laskówka w pow. rzeszowskim. W dobrach Harta prowadził znaną hodowlę owiec. Był członkiem rady nadzorczej Towarzystwa Wzajemnych Ubezpieczeń w Krakowie od 1860 do 1875 Członek Galicyjskiego Towarzystwa Gospodarskiego we Lwowie (1860–1864) i Krakowskiego Towarzystwa Rolniczego (1862–1881). Członek i prezes Wydziału Okręgowego w Rzeszowie (1869–1879) Galicyjskiego Towarzystwa Kredytowego Ziemskiego.
Uczestnik powstania listopadowego, oficer wojsk polskich Królestwa Polskiego. Aktywny politycznie w okresie Wiosny Ludów. Poseł do Sejmu Konstytucyjnego w Wiedniu i Kromieryżu (31 lipca 1848 – 7 marca 1849), wybrany w galicyjskim okręgu wyborczym Strzyżów. W parlamencie należał do „Stowarzyszenia” skupiającego demokratycznych posłów polskich. Członek Stanów Galicyjskich (1850–1860). Poseł do Sejmu Krajowego Galicji I kadencji (1861–1867). Wybrany w I kurii obwodu Rzeszów, z okręgu wyborczego Rzeszów. Członek Rady Powiatu w Rzeszowie, z grupy większej własności (1867–1870).

## Rodzina i życie prywatne
Urodził się w rodzinie ziemiańskiej. Był synem Wincentego (1771–1850) i Konstancji z Fredrów (1785–1865) starszej siostry Aleksandra Fredry. Był bratem Władysława (1804–1873),  Franciszka Ksawerego  (1811–1892), Ludwika (1816–1881), księdza Henryka (1822–1903) i Włodzimierza (zm. w Paryżu). Jego żoną była od 1834 jego kuzynka Marianna Skrzyńska (1816–1909), mieli dzieci: syna: Zdzisława (1846–1927) oraz córkę: Konstancję (1850-?), żonę Hipolita Wołkowickiego.